# 望月優子
望月 優子（もちづき ゆうこ、本名:鈴木 美枝子、旧姓:里見、1917年1月28日 - 1977年12月1日）は、日本の女優、映画監督、政治家。参議院議員（1期、日本社会党）。位階は正五位。

## 来歴
神奈川県横浜市出身。妹は女優の中村雅子。加藤嘉は義弟（妹の夫）。1930年、東京市立忍岡高等女学校（現東京都立忍岡高等学校）を中退。
望月美恵子の芸名でムーランルージュ新宿座などで初舞台を踏む。
1942年、川端康成の媒酌で鈴木重雄と結婚。戦後は劇団民藝に参加。
1950年に松竹と契約。1958年『米』での演技が評価されてブルーリボン主演女優賞受賞。三益愛子と並んで「母物映画女優」と呼ばれた。
1959年（昭和34年）8月2日、モスクワ国際映画祭に出席のため、ソビエト連邦を訪問。同年8月27日、日本に帰国した。当時はまだ海外渡航自由化の前で、貴重なモスクワ訪問となった。
同年12月14日、在日朝鮮人の帰還事業における最初の帰国船が新潟港を出港した。1960年（昭和35年）、望月は、北朝鮮への帰国事業を題材に、朝鮮総連の支援を得て、教育映画『海を渡る友情』（東映）を監督した。出演は加藤嘉、水戸光子、西村晃。以後、『おなじ太陽の下で』（1962年）、そして全日本自由労働組合製作の『ここに生きる』（同年）と、計3本の映画を監督した。
1960年（昭和35年）10月20日に日比谷公会堂で行われた浅沼稲次郎の日本社会党葬で、草野心平の追悼詩を朗読した。
1967年（昭和42年）4月に行われた東京都知事選挙では美濃部亮吉の推薦人に名を連ねた。
1971年（昭和46年）6月の第9回参議院議員通常選挙に日本社会党公認で全国区から本名の鈴木美枝子で出馬し、初当選。
1977年（昭和52年）7月の第11回通常選挙では望月優子の名で出馬して落選した。
落選から約5か月後の1977年12月1日、乳癌のため死去、60歳。死没日をもって勲三等宝冠章追贈、正五位に叙される。

## 主な作品

### 映画（出演）

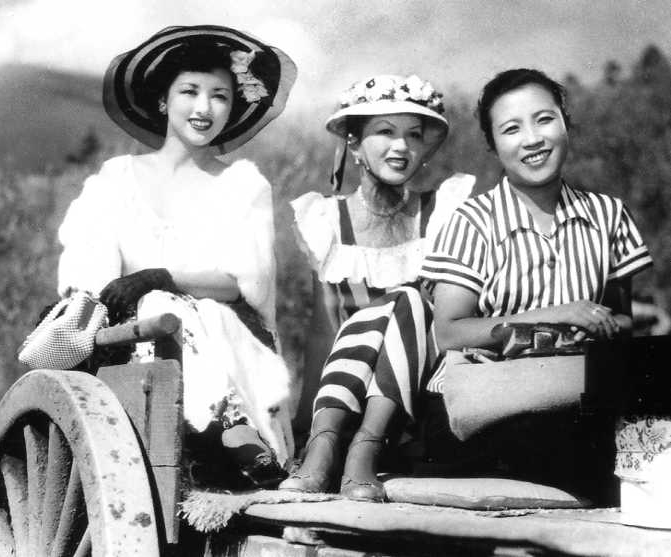
『カルメン故郷に帰る』（1951年）

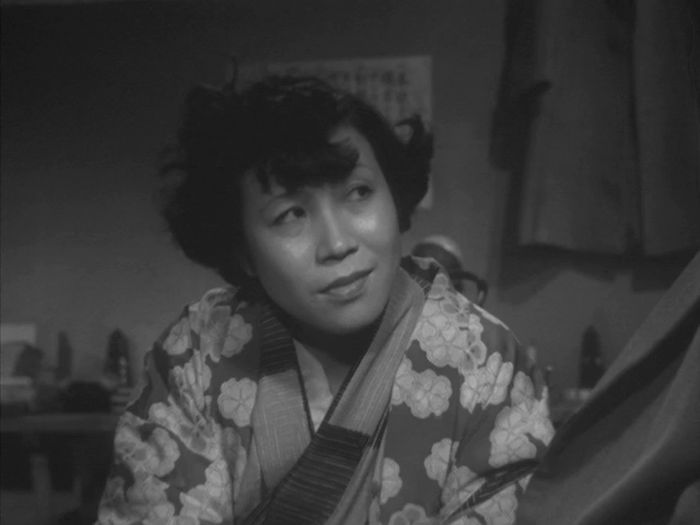
『本日休診』(1952年)

- 『四人目の淑女』（渋谷実 監督、1948年）
- 『カルメン故郷に帰る』（木下惠介 監督、1951年） - 初のカラー映画出演
- 『本日休診』(渋谷実 監督、1952年)
- 『カルメン純情す』（木下惠介 監督、1952年）
- 『お茶漬の味』（小津安二郎 監督、1952年）
- 『日本の悲劇』（木下惠介 監督、1953年）
- 『女の園』（木下惠介 監督、1954年）
- 『晩菊』（成瀬巳喜男 監督、1954年）
- 『おふくろ』（久松静児 監督、1955年）
- 『屋根裏の女たち』（木村恵吾 監督、1955年）
- 『次郎物語』（清水宏 監督、1955年）
- 『お母さんの黒板』（佐々木啓祐 監督、1956年）
- 『朱と緑』（中村登 監督、1957年）
- 『抱かれた花嫁』（番匠義彰 監督、1957年）
- 『米』（今井正 監督、1957年）
- 『悲しみは女だけに』（新藤兼人 監督、1958年）
- 『楢山節考』（木下惠介 監督、1958年）
- 『荷車の歌』（山本薩夫 監督、1959年）
- 『愛と希望の街』（大島渚 監督、1959年）
- 『「粘土のお面」より かあちゃん』（中川信夫 監督、1961年）
- 『小早川家の秋』（小津安二郎 監督、1961年）
- 『草を刈る娘』（西河克己 監督、1961年）
- 『悲しみはいつも母に』（中川信夫 監督、1962年）

### 映画（監督）
- 『海を渡る友情』（1960年）
- 『おなじ太陽の下で』（1962年）
- 『ここに生きる』（1962年）

### テレビドラマ
- 『エプロンおばさん』（1959年、NET･毎日放送）- 敷金なし（エプロンおばさん）役
- ヤシカゴールデン劇場『あにいもうと』（1959年、日本テレビ）
- あしあと（1961年、NHK）
- 松本清張シリーズ『熱い空気』（1966年、関西テレビ） - 河野信子 役
- 木下恵介劇場『記念樹』 第9話「人知れぬ吐息」（1966年、TBS） - 松江 役
- 『日高川』（1967年、TBS・歌舞伎座テレビ室）

## 著書
- 生きて愛して演技して 平凡社 1957 (人間の記録双書)
- 生きて生きて生きて 集団形星 1969
- 美しく生きたい 魂という袋 国土社 1971 (ホームライブラリー)
- 母として女として 惜しみなき愛の記録 日本文芸社 1972